# Сотников Олег Віталійович
Олег Віталійович Сотников (нар. 5 травня 1971, Дніпропетровськ) — український підприємець, співвласник Fozzy Group (23,2 %). У рейтингу Forbes «100 найбагатших українців» станом на 1 червня 2020 року посідав 91-ше місце.

## Біографія
Народився 5 травня 1971 року у місті Дніпропетровську (тепер Дніпро, Україна). У 1994 році у Дніпропетровську закінчив Державну металургійну академію України.
У середині 1990-х роках, разом з однокурсниками Володимиром Костельманом, Романом Чигіром та Юрієм Гнатенком, розпочав займатися підпиємницькою діяльністю, зокрема торгівлею товарами широкого вжитку. 1997 року підприємці переїхали до Києва та відкрили у місті Вишневому під Києвом перший магазин мережі — гіпермаркет Fozzy Cash&Carry (вулиця Промислова № 5/1; 50°23′13.57″ пн. ш. 30°20′33″ сх. д. / 50.3871028° пн. ш. 30.34250° сх. д.). У 1998 році з'явився перший магазин мережі «Сільпо»; у 2001 році — бренд «Сільпо».
До 2009 року обіймав посаду голови наглядової ради Fozzy, опісля — член наглядової ради та віце-президент з персоналу. Крім «Фоззі» також займається ресторанним бізнесом, розвитком мереж аптек «Біла ромашка» і «Будь здоровий!», логістикою (Українські вантажні кур'єри). Всього 18 напрямків.
Співвласник банку «Восток».

## Творчість
З 2001 року разом з бізнес-партнерами грав на бас-гітарі в рок-гурті «Ремонт води». З 2016 року бас-гітарист у київському джаз-бенді «Буду».